# Hibiscus timorensis
Hibiscus timorensis är en malvaväxtart som beskrevs av Dc.. Hibiscus timorensis ingår i Hibiskussläktet som ingår i familjen malvaväxter. Inga underarter finns listade i Catalogue of Life.